# 瀬戸口勉
瀬戸口 勉（せとぐち つとむ、1936年11月3日 - 2017年11月9日）は日本中央競馬会の元騎手、元調教師。名古屋競馬・弥富トレーニングセンターに所属する調教師瀬戸口悟は実弟。中央競馬の調教師の増本豊は妻の弟。

## 騎手として
鹿児島県鹿屋市で8人きょうだいの3人目（次男）として生まれる。1955年、鹿児島県立鹿屋農業高等学校畜産科を卒業後、京都の上田武司厩舎に騎手見習いとして入り、1959年、騎手としてデビューする。1963年にはミスマサコで桜花賞を優勝した。1973年に引退、騎手時代の成績は通算2534戦329勝である。
とくに障害競走での成績は優れたものがあり、145戦55勝。勝率.379、連対率.641という数字を残している。京都大障害（秋）は1959年をハルナサン、1960年をシルバオー、1961年には京都大障害（春）、中山大障害（秋）をトサキングで制している。

## 調教師として
1973年に調教師免許を取得し、1975年に栗東トレーニングセンターで開業する。
1988年、地方の笠松から転厩してきたオグリキャップが活躍。GI競走4勝を挙げ、顕彰馬に選出された。
2003年はネオユニヴァースが皐月賞・東京優駿の二冠を制し、当年のJRA賞（年度表彰）において最優秀3歳牡馬に選出された。2005年は54勝をあげ、JRA賞（最多勝利調教師）を受賞する。
2007年2月末をもって定年となり調教師を引退。当時の時点で管理していた主力馬のメイショウサムソン・マルカシェンク・マルカラスカルらすべての管理馬が他の厩舎へ移籍となった。実現することはなかったが、一部スポーツ紙では、一定以上の成績を収めた調教師に関しては定年制を延長するなどの処置を取ろうという動きがあると報道されたほどであった。
2006年2月末で定年になり調教師を引退した北橋修二は親友で、北橋厩舎に所属していた福永祐一を自厩舎でも主戦騎手にしていた。主戦騎手として、平地競走では福永祐一・石橋守の両騎手、障害競走では西谷誠（厩舎の調教助手的役割も果たしていた）が騎乗することが多かった。

## 馬主として
調教師引退後、2007年秋に地方競馬の馬主として登録。中央競馬の登録を抹消された競走馬を引き取り、おもに名古屋競馬の瀬戸口悟厩舎へ預託していた。
2017年11月9日、急性白血病のため滋賀県内の自宅で死去。81歳没。

## 騎手成績
| 通算成績 | 1着 | 2着 | 3着 | 騎乗数 | 勝率 | 連対率 |
| -------- | --- | --- | --- | ------ | ---- | ------ |
| 平地     | 274 | 258 | 243 | 2389   | .115 | .223   |
| 障害     | 55  | 38  | 20  | 145    | .379 | .641   |
| 計       | 329 | 296 | 263 | 2534   | .130 | .262   |

|                    | 日付           | 競走名           | 馬名             | 頭数 | 人気 | 着順 |
| ------------------ | -------------- | ---------------- | ---------------- | ---- | ---- | ---- |
| 初騎乗             | 1959年3月14日  | -                | グランドミスナン | -    | -    | 7着  |
| 初勝利             | 1959年5月2日   | -                | クインウッド     | -    | -    | 1着  |
| 重賞初騎乗・初勝利 | 1959年11月23日 | 京都大障害（秋） | ハルナサン       | 8頭  | 5    | 1着  |
| GI級初騎乗・初勝利 | 1963年3月31日  | 桜花賞           | ミスマサコ       | 25頭 | 15   | 1着  |

## 主な騎乗馬
太字は八大競走を示す。
- ハルナサン（1959年京都大障害（秋））
- シルバオー（1960年京都大障害（秋））
- トサキング（1961年京都大障害（春）、中山大障害（秋））
- ミツザン（1962年アラブ大障害（春））
- ミスマサコ（1963年桜花賞）
- タイシユウ（1966年きさらぎ賞）

## 調教師成績
| 通算成績 | 1着 | 2着 | 3着 | 出走数 | 勝率 | 連対率 |
| -------- | --- | --- | --- | ------ | ---- | ------ |
| 平地     | 787 | 678 | 687 | 7701   | .102 | .190   |
| 障害     | 77  | 64  | 43  | 454    | .170 | .311   |
| 計       | 864 | 742 | 730 | 8155   | .106 | .197   |

|            | 日付           | 競走名          | 馬名             | 頭数 | 人気 | 着順 |
| ---------- | -------------- | --------------- | ---------------- | ---- | ---- | ---- |
| 初出走     | 1975年3月8日   | -               | ホウシュウエタン | -    | -    | 5着  |
| 初勝利     | 1975年5月10日  | -               | ホウシュウリッチ | -    | -    | 1着  |
| 重賞初出走 | 1975年9月14日  | 阪神障害S（秋） | マルブツビート   | 9頭  | 4    | 5着  |
| 重賞初勝利 | 1980年2月24日  | 阪神障害S（春） | ツカサパワー     | 9頭  | 5    | 1着  |
| GI初出走   | 1976年4月11日  | 桜花賞          | ファインリボー   | 22頭 | 20   | 15着 |
| GI初勝利   | 1988年12月25日 | 有馬記念        | オグリキャップ   | 13頭 | 2    | 1着  |

## 主な管理馬
太字はGI級競走を示す。
- ツカサパワー（1980年阪神障害ステークス（春））
- マルブツウイナー（1982年鳴尾記念）
- マルブツサーペン（1984年毎日杯、1985年京阪杯）
- ゴルデンビューチ（1987年小倉記念）
- オグリキャップ（1988年ペガサスステークス、毎日杯、京都4歳特別、ニュージーランドトロフィー4歳ステークス、高松宮杯、毎日王冠、有馬記念、1989年オールカマー、毎日王冠、マイルチャンピオンシップ、1990年安田記念、有馬記念）
- トウショウアロー（1989年中日新聞杯）
- マルブツスピーリア（1989年ウインターステークス）
- マルカアイリス（1992年小倉3歳ステークス）
- ナガラフラッシュ（1993年小倉3歳ステークス、テレビ東京杯3歳牝馬ステークス）
- オグリローマン（1994年桜花賞）
- ゴッドスピード（1996年小倉3歳ステークス、府中3歳ステークス、1998年阪神障害ステークス（春）、京都大障害（春）、1999年中山大障害）
- リキセレナード（2000年小倉3歳ステークス）
- サニングデール（2002年ファルコンステークス、函館スプリントステークス、CBC賞、2004年阪急杯、高松宮記念）
- エイシンチャンプ（2002年朝日杯フューチュリティステークス、2003年弥生賞）
- ネオユニヴァース（2003年きさらぎ賞、スプリングステークス、皐月賞、東京優駿（日本ダービー）、2004年産経大阪杯）
- ラインクラフト（2004年ファンタジーステークス、2005年フィリーズレビュー、桜花賞、NHKマイルカップ、2006年阪神牝馬ステークス）
- マルカラスカル（2006年中山大障害）
- ウインレジェンド（2006年葵ステークス）
- マルカシェンク（2005年デイリー杯2歳ステークス）
- メイショウサムソン（2006年スプリングステークス、皐月賞、東京優駿（日本ダービー））

## 主な所有馬
- マルカハンニバル（2011年東海桜花賞）
- スウィングダンス（2012年名古屋記念）

## 主な厩舎所属者
※太字は門下生。括弧内は厩舎所属期間と所属中の職分。
- 加用正（1976年-1986年 騎手）
- 西谷誠（1995年-2007年 騎手）
- 池江敏郎（厩務員）